# Max Ernst

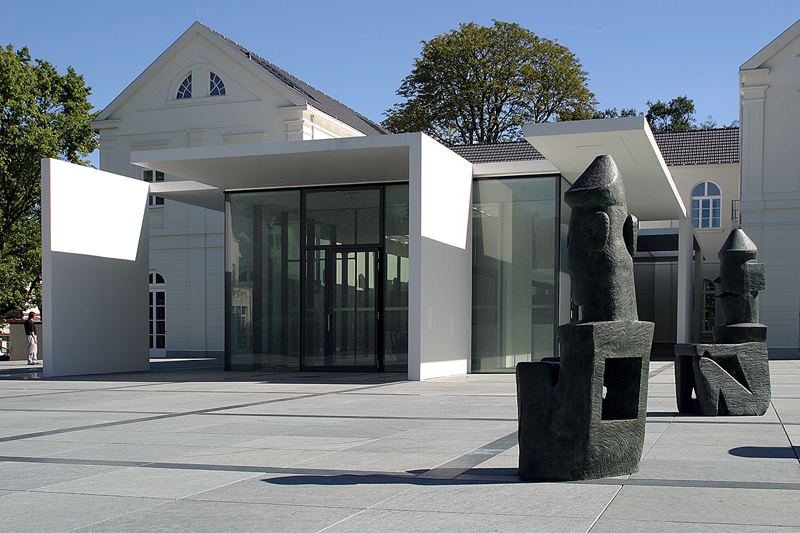
Museu Max Ernst

Max Ernst (Brühl, 2 d'abril de 1891-París, 1 d'abril de 1976) fou un artista alemany nacionalitzat francès que va ser una figura fonamental tant en el moviment dadà com en el surrealisme. Es va caracteritzar per la utilització d'una extraordinària diversitat de tècniques, estils i materials.

## Biografia
Nascut a Brühl, el 1909 va ingressar en la Universitat de Bonn, on va estudiar filosofia i psiquiatria. Es va allistar en l'exèrcit alemany durant la Primera Guerra Mundial. Quan Ernst va deixar l'exèrcit ja havia sorgit a Suïssa el moviment dada; atret per la revolució dadaista contra el convencional, Ernst es va instal·lar a Colònia i va començar a treballar en el collage.
El 1922 es va traslladar a viure a París, on va començar a pintar obres surrealistes, en què figures humanes de gran solemnitat i criatures fantàstiques habiten espais renaixentistes realitzats amb detallada precisió (L'eléphant célèbes, 1921, Tate Gallery, Londres). El 1925 va inventar el frottage (que transfereix al paper o al llenç la superfície d'un objecte amb l'ajuda d'un ombreig al llapis); més tard va experimentar amb el grattage (tècnica per la qual es raspen o graven els pigments ja secs sobre un llenç o taula de fusta).
Ernst va ser empresonat després de la invasió de França pels alemanys durant la Segona Guerra Mundial; en la presó va treballar en la decalcomania, tècnica per a transferir al cristall o al metall pintures realitzades sobre un paper especialment preparat.
El 1930, va debutar com a actor en el cinema amb L'edat d'or (L'Age D'Or), segon film surrealista del director espanyol Luis Buñuel, en què interpreta el paper del cruel cap dels bandits. Aquest film va causar un veritable escàndol a França, i va ser prohibit per més de 50 anys. No obstant això, Max Ernst va seguir col·laborant en altres films de caràcter surrealista, en els següents anys. El 1941 va emigrar als Estats Units amb l'ajuda de Peggy Guggenheim, que es convertiria en la seva tercera esposa el 1942. El 1953 va tornar a França i a partir de llavors les seves obres van gaudir d'una notable revaloració.
Al llarg de la seva variada carrera artística, Ernst es va caracteritzar per ser un experimentador infatigable. En totes les seves obres buscava els mitjans ideals per expressar, en dues o tres dimensions, el món extradimensional dels somnis i la imaginació.